# 60ª Divisione fanteria "Sabratha"
La 60ª Divisione fanteria "Sabratha" fu una grande unità di fanteria del Regio Esercito durante la seconda guerra mondiale. Era in particolare una divisione autotrasportabile tipo Africa Settentrionale, ovvero come le autotrasportabili metropolitane prevedeva la motorizzazione dell'artiglieria e dei supporti divisionali, ma con l'aggiunta di un battaglione di carri leggeri e l'eliminazione di ogni componente di animali da soma o da traino, vista la difficoltà di approvvigionamento di acqua e foraggio in ambiente desertico.

## Storia
La divisione trae origine dalla Brigata "Verona", costituita il 2 giugno 1883 e sciolta il 25 dicembre 1917 e formata da 85º e 86º Reggimento fanteria. La 60ª Divisione fanteria "Sabratha", di tipo autotrasportabile, si forma in Libia italiana nella primavera del 1937 sull'85º e l'86º Reggimento fanteria e il 42º Reggimento artiglieria divisionale.
Allo scoppio della seconda guerra mondiale, la divisione si trova sul confine libico-tunisino ed a difesa di Tripoli. In dicembre viene trasferita sulla linea Derna-Berta, dove contrasta l'avanzata inglese fino al 1941. Il 30 gennaio, per evitare l'aggiramento, ripiega con gravi perdite, riuscendo a disimpegnarsi ed a raggiungere, attraverso Agedabia e Sirte, la città di Homs, dove si schiera a difesa della costa. Nel settembre 1941 la Divisione si trasferisce ad est di Tobruk. Dopo lo sfondamento inglese a Sollum, la divisione ripiega sulle linee di difesa successive di Ain el Gazala, di Derna-Berta-Mechili, di Marsa El Brega. Da qui il 23 gennaio 1942 si scontra con le retroguardie avversarie, per poi avanzare su Antelat, a nord-est di Agedabia. Dopo aver occupato in maggio Bir Temrad, raggiunge Tobruk il 15 giugno. Caduta la città, si porta su Bardia, Sollum e Sidi el Barrani, per attestarsi il 1º luglio su El Alamein. Attaccata con violenza, la linea resiste, ma le perdite della divisione sono tali da decretarne lo scioglimento il 25 luglio 1942.

## Ordine di battaglia: 1940
- 85º Reggimento fanteria "Verona"
- 86º Reggimento fanteria "Verona"

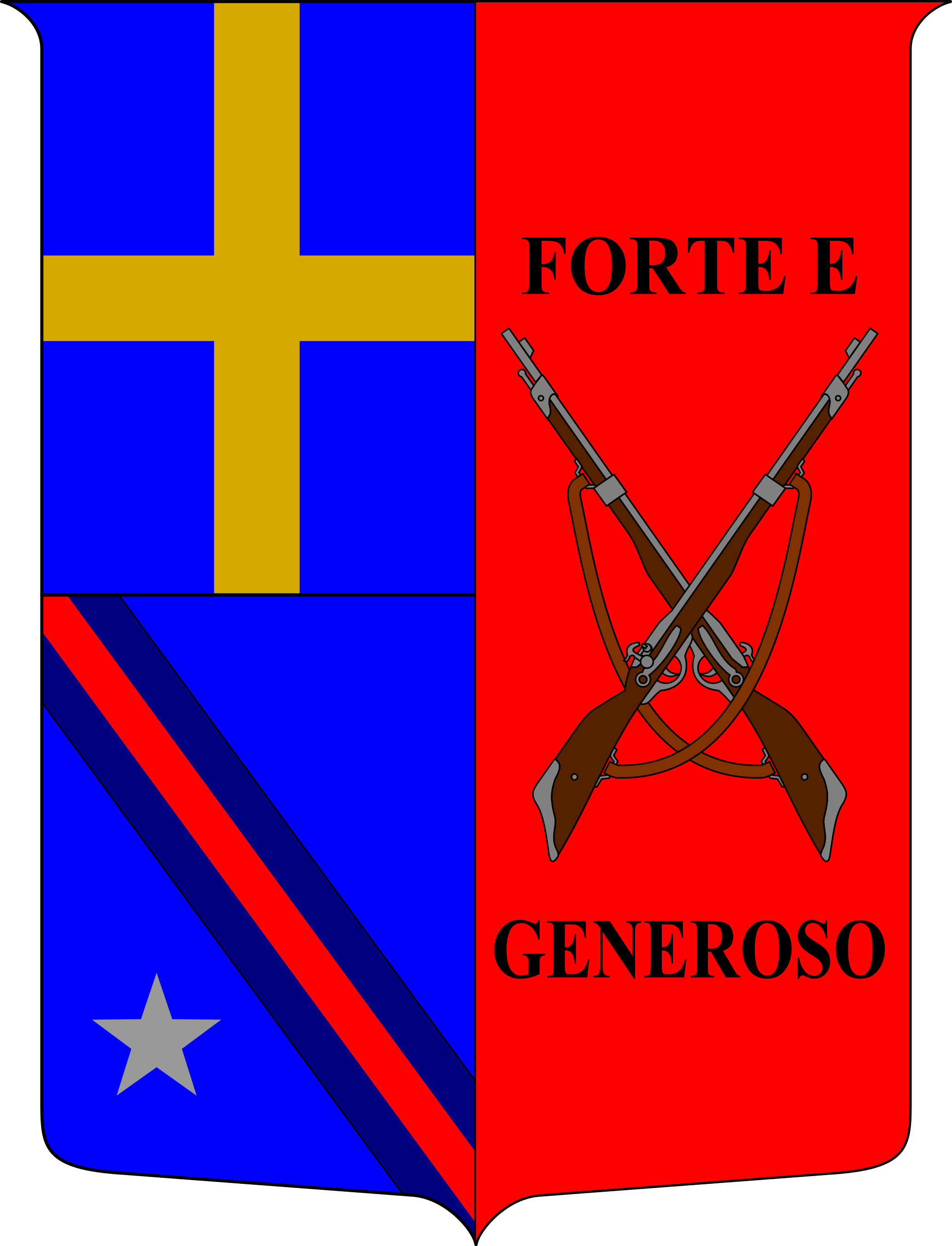
Lo stemma araldico dell'86º Reggimento fanteria "Verona", 1939

- 42º Reggimento artiglieria "Sabratha"

## Ordine di battaglia: 01/02/1942
- 85º Reggimento fanteria "Verona"
  - 1ª Compagnia fanteria
  - 2ª Compagnia fanteria
  - 85ª Compagnia mortai da 81
- 86º Reggimento fanteria "Verona"
  - 1ª Compagnia fanteria
  - 2ª Compagnia fanteria
  - 86ª Compagnia mortai da 81
- 42º Reggimento artiglieria "Sabratha"
  - Comando
  - 283º Gruppo
    - 1ª Batteria da 75/27
    - 2ª Batteria da 75/27
    - 3ª Batteria da 75/27

  - 284º Gruppo
    - 1ª Batteria da 75/27
    - 2ª Batteria da 75/27
- LX Battaglione misto genio
- Distaccamento medico
- 20ª Sezione sussistenza
- 105ª Sezione mista
- III Battaglione "San Marco"
- Raggruppamento Giovani Fascisti
- 340ª Batteria da 65/17
- XVIII Gruppo artiglieria
  - 1 batteria da 88/55
- XLII Gruppo artiglieria
  - 1 batteria da 75/46
- 14ª Batteria da 76/30 della Regia Marina, servita da personale della MILMART
- XXXIII Battaglione guastatori

## Ordine di battaglia: 24/05/1942
- 85º Reggimento fanteria "Verona"
- 86º Reggimento fanteria "Verona"
- 42º Reggimento artiglieria "Sabratha"
  - 1º Gruppo da 75/27
  - 2º Gruppo da 75/27
  - 3º Gruppo da 100/17
- LX Battaglione misto genio

## Comandanti 1937-1942
- Gen. D. Giuseppe Tellera (1º settembre 1937 - 21 maggio 1938)
- Gen. D. Guido Della Bona (22 maggio 1938 - 1º aprile 1941)
- Col. Riccardo De Cosa (interinale 2 - 24 aprile 1941)
- Gen. D. Mario Soldarelli (25 aprile 1941 - 25 luglio 1942)